# 70億のピース/終わりのない空
「70億のピース/終わりのない空」（ななじゅうおくのピース/おわりのないそら）は、秦基博の21枚目のシングル。

## 解説
20枚目のシングル「スミレ」から約8か月ぶりのリリース。2016年第2弾シングル。
初回生産限定盤は、三方背BOX＋デジパック仕様＋LIVE写真ポストカード付属で、「HATA MOTOHIRO CONCERT TOUR 2016 -青の光景-」の東京国際フォーラムホールA公演1日目のライブ映像を収録。

## 収録曲
（全作詞・作曲・編曲：秦基博）
1. 70億のピース
  - テレビ朝日系『土曜プライム・土曜ワイド劇場』[2]主題歌
2. 終わりのない空
  - 映画『聖の青春』主題歌
3. 聖なる夜の贈り物（2016 ver.）
  - 5thアルバム収録曲をリアレンジしたもの。
4. 70億のピース（backing track）
5. 終わりのない空（backing track）

## 演奏
- 秦基博
  - Vocal, Acoustic Guitar
  - Chorus (#2)
- 朝倉真司：Drums (#1)
- 鈴木正人：Bass (#1.2)
- 皆川真人
  - Organ, Wurlitzer (#1)
  - Piano, Strings Arrangement (#2)
- 玉田豊夢：Drums, Tambourine, Shaker (#2)
- 西川進：Electric Guitar (#2)
- 佐藤帆乃佳ストリングス：Strings (#2)

## 初回生産限定盤特典内容
- 三方背BOX＋デジパック仕様＋LIVE写真ポストカード付属
- 「HATA MOTOHIRO CONCERT TOUR 2016 -青の光景-」の東京国際フォーラムホールA公演1日目ライブ映像

1. 嘘
2. ダイアローグ・モノローグ
3. 花咲きポプラ
4. ROUTES
5. 鱗（うろこ）
6. 美しい穢れ
7. 恋はやさし野辺の花よ
8. 季節が笑う
9. Fast Life
10. ディープブルー
11. 水彩の月
12. デイドリーマー
13. Q & A
14. グッバイ・アイザック
15. あそぶおとな
16. スミレ
17. ひまわりの約束
18. Sally
19. 聖なる夜の贈り物（アンコール）
20. トラノコ（アンコール）
21. 僕らをつなぐもの（アンコール）

### バンドメンバー
- 秦基博：Vocal, Guitar
- 弓木英梨乃：Guitar, Violin
- 鈴木正人：Bass
- あらきゆうこ：Drums, Percussion
- 皆川真人：Keyboards